# Герон (Кальвадос)
Геро́н (фр. Guéron) — коммуна во Франции, находится в регионе Нижняя Нормандия. Департамент коммуны — Кальвадос. Входит в состав кантона Бейё. Округ коммуны — Байё.
Код INSEE коммуны — 14322.

## Население
Население коммуны на 2010 год составляло 233 человека.
| 1962 | 1968 | 1975 | 1982 | 1990 | 1999 | 2010 |
| ---- | ---- | ---- | ---- | ---- | ---- | ---- |
| 226  | 224  | 197  | 238  | 239  | 236  | 233  |

## Экономика
В 2010 году среди 152 человек трудоспособного возраста (15—64 лет) 109 были экономически активными, 43 — неактивными (показатель активности — 71,7 %, в 1999 году было 76,4 %). Из 109 активных жителей работали 97 человек (54 мужчины и 43 женщины), безработных было 12 (6 мужчин и 6 женщин). Среди 43 неактивных 12 человек были учениками или студентами, 23 — пенсионерами, 8 были неактивными по другим причинам.